# Zygodon gracilis
Zygodon gracilis är en bladmossart som beskrevs av William M. Wilson 1861. Zygodon gracilis ingår i släktet ärgmossor, och familjen Orthotrichaceae. Inga underarter finns listade i Catalogue of Life.